# Paxillaceae
Paxillaceae (Lotsy, Vortr. bot. Stammesgesch. 1: 706 (1907)) è una famiglia di funghi basidiomiceti appartenente all'ordine Boletales.

## Generi diPaxillaceae
Il genere tipo è Paxillus Fr.
- Austrogaster
- Gymnopaxillus
- Gyrodon
- Neopaxillus
- Paragyrodon
- Phyllobolites
- Uloporus

## Galleria d'immagini

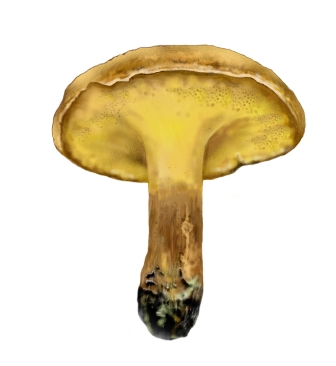
Gyrodon lividus